# 柏原崇
柏原崇（1977年3月16日—），日本男演員、樂團主唱，山梨縣甲府市人（出生在兵庫縣神戶市），被稱為「20世紀末的美少年」。
1993年，16歲的柏原崇參加雜誌JUNON SUPER BOY的選拔，一舉奪得冠軍，從而踏上演藝之路。因為「惡作劇之吻」的成功，柏原崇在台灣曾經掀起「崇崇危機」，演唱會爆滿，當時造成極大的轟動。柏原崇的弟弟柏原收史同樣也是一名演員、音樂人。
自2009年起，他和曾經兩度合作過的女演員內田有紀穩定交往中，並在近年開始擔任其經紀人。

## 簡歷
- 1993年，參加雜誌第六屆選拔，獲得優勝。第二年，參演朝日電視臺劇集，從而踏入演藝圈。
- 1995年，因在《情書》一片中的出色表演榮獲當年日本電影金像獎最佳新人演員獎。同時，因為這部影片在中國、韓國、臺灣都非常受歡迎，使得柏原崇在日、中、韓、臺都擁有大量影迷。
- 2002年12月，在拍攝富士電視臺連續劇《愛相隨》時，被診斷出頸肩腕綜合症，隨後退出劇組住院治療，半年後復歸。
- 2004年6月7日，與畑野浩子结婚，13日在東京港區八芳園舉行了結婚典禮。
- 2004年12月30日，開車駛離東京世田谷途中，與一名擋住去路的中年男性發生肢體衝突。
- 2005年9月，表示需要独自思考的时间，與畑野浩子分居。
- 2006年2月25日，以聯名傳真形式，正式宣布離婚。

## 演出

### 電視劇
- 1994年：女教師澤木圭子2
- 1994年：青春之影（飾演：宮家康夫）
- 1995年：尋找戀人的100種方法（飾演：牧原草）
- 1995年：愛情腦震蕩（飾演：鶴田昭二）
- 1995年：在心上加個S·夏風邪（飾演：高中生）（凖主演）
- 1995年：沙妝妙子最後的事件（第7～9話）（飾演：日置武夫）
- 1995年：暖洋洋2（飾演：三好武）
- 1996年：將太的壽司（飾演：關口將太）（民放台初主演）
- 1996年：惡作劇之吻 (日本電視劇)（又名：一吻定情）（飾演：入江直樹）
- 1996年：暖洋洋3（飾演：三好武）
- 1997年：智子與知子（飾演：仲村保）
- 1997年：東京聖誕夜（飾演：室井保丈）
- 1997年：幻想午夜·風吹桶屋（飾演：兩角一角）
- 1998年：夏日幽會（飾演：岩田守）
- 1998年：小報急先鋒（飾演：猿渡匠）
- 1999年：戀愛結婚法則（飾演：宇都宮洋介）
- 2000年：愛神惡作劇（飾演：松田零士）
- 2000年：另一個天堂（飾演：木村敦）（友情客串）
- 2001年：未來空港（飾演：栗山健）
- 2001年：柏拉圖式性愛（前篇）（飾演：森岡佑介）
- 2002年：通天塔（飾演：羽村恭一）
- 2002年：世界奇妙物語 － 02年春特別篇·蜥蜴的尾巴（飾演：藤堂和音）
- 2002年：戀愛偏差值（第3章）（飾演：訝木行彥）
- 2003年：愛相隨（飾演：奧田直之）[1]
- 2003年：鬼鄰居（第1、2、10話）（飾演：星野智嗣）
- 2003年：三得利推理大賞TV化作品特別篇賞 －預見命運之手（飾演：桧山拓人）
- 2004年：極限推理劇場版（飾演：駒形祥一）
- 2004年：Orange Days（第3、5、11話）（飾演：佐野）
- 2004年：宿命（飾演：和倉勇作）
- 2006年：白夜行（飾演：篠塚一成）
- 2008年：GOTAISETSU（飾演：赤木（楓）修）
- 2008年：蜂蜜幸運草（飾演：野宮匠）
- 2008年：富家女與窮太郎（飾演：後藤田司）
- 2010年：新熟女時代（又名：傾盆大雨之女）
- 2011年：（第8、9話）
- 2011年：死刑基準（飾演：鲭江申三）
- 2013年：惡作劇之吻～Love in TOKYO （友情客串第15集）（飾演：路過的醫生）

### 系列劇
- 1996年：（飾演：長谷部優介）
- 1997年： （飾演：長谷部優介）
- 1999年： （飾演：長谷部優介）
- 2001年： （飾演：長谷部優介）
- 2003年： （飾演：長谷部優介）
- 2005年： （飾演：長谷部優介）

### 電影
- 1995年3月25日：情書（飾演：少年藤井樹）
- 1995年10月28日：生日禮物（飾演：中本長介）
- 1995年11月24日：鬥牌傳Akagi（飾演：赤木茂）
- 1997年7月25日：牌狂Akagi（飾演：赤木茂）
- 1998年4月4日：心駭邊緣（飾演：田所純）
- 1999年1月1日：愛在天空的另一端（飾演：高濑俊太郎）
- 2000年4月29日：想死趁現在（飾演：高橋桑）[2]
- 2000年4月29日：另一個天堂（飾演：木村敦）
- 2000年11月3日：世界奇妙物語 －2000年電影特別版·結婚模擬程式（飾演：德永有一 ）
- 2005年：THE SUPER DRY FILMS《The Scoop》（飾演：泽本大辅）
- 2006年4月4日：黑夜（又名：黑洞）（飾演：柄谷悟史）[3]
- 2006年9月30日：13月（飾演：吉岡佑）
- 2007年8月18日：囧男孩的異想世界（飾演：成年楠木亮介）
- 2007年10月6日：未來預想圖（飾演：櫻井課長）（友情出演）
- 2008年5月1日：相棒劇場版 西洋棋殺人事件（飾演：鹽谷和範）
- 2008年8月28日：SPARE（飾演：川目）[4]
- 2009年10月24日：不沉的太陽（飾演：恩地克己）
- 2010年4月3日：LEONIE（飾演：川田道彥）[5]

### 廣告
- 日產汽車
- 花王
- 樂天etc...
- 「FamilyMart」※兄弟で共演
- NEC「98 MULTi Can Be」「CEREB」
- 美津濃「SUPER STAR」
- 可口可樂
- 臺灣三陽工業「fiddle」
- 寶酒造
- NTT DoCoMo「九州・沖縄地區」
- 丰田汽车「ist」

### 音樂作品（以No'where名義發行）

#### 單曲
- Another World（1998年9月9日）
- Don't stay/recall Road（1999年1月21日）
- Low Down（1999年6月19日）

#### 專輯
- bawl out（1999年7月23日）
- Low Down
- bawl out
- Run down
- everlast
- Don't stay
- Little girl
- Well
- recall Road
- forever dry
- Another World

### 演唱會
- 1999年8月14日：於臺北市立體育場（3萬人）

## 寫真
- 1995《Takashi Kashiwabara Casual Sweaters》—貴夫人出版社
- 1996《kassy》—主婦與生活社
- 1998《mind game post cards book》—德間書店
- 1999《機嫌》（Japanese version）—世界文化出版社
- 1999《機嫌》（Taiwanese version）—滾石火山出版社